# 愛巢進行式
《愛巢進行式》（英語：Falling Inn Love）是一部美國浪漫喜劇電影，由羅傑·高寶執導，電影改編自伊麗莎白·哈克特 (Elizabeth Hackett) 和希拉里·加拉諾伊 (Hilary Galanoy) 的劇本。由克里斯蒂娜·米蓮和亞當·德莫斯主演。電影於2019年8月29日由Netflix發行。

## 角色
- 克里斯蒂娜·米蓮 飾 Gabriela Diaz
- 亞當·德莫斯 飾 Jake Taylor
- 杰弗裡·鮑耶-查普曼（英语：Jeffrey Bowyer-Chapman） 飾 Dean Conner
- 安娜·朱利安（英语：Anna Jullienne） 飾 Charlotte Wadsworth
- 克萊爾·奇塔姆（英语：Claire Chitham） 飾 Shelley
- 布萊爾·斯特朗（英语：Blair Strang） 飾 Manaaki
- Jonathan Martin 飾 Peter
- William Walker 飾 Norman "Norm"
- Daniel Watterson 飾 Chad
- Simone Walker 飾 Sage
- Arlo MacDiarmid 飾 Dr. Corey Harrison

## 製作
2019年2月Netflix宣布由克里斯蒂娜·米蓮和亞當·德莫斯主演，羅傑·高寶擔任導演。

### 拍攝
電影在紐西蘭的泰晤士河拍攝。

## 發行
電影於2019年8月29日在Netflix上發布。

## 評價
在匯總媒體的爛番茄上，根據20條評論，這部電影的支持率為65%，平均評分為5.7/10。

## 外部連結
- 在Netflix上觀看《愛巢進行式》
- 互联网电影数据库（IMDb）上《愛巢進行式》的资料（英文）